# Roncone
Roncone település Olaszországban, Trento megyében.  Roncone Bondo, Breguzzo, Lardaro, Praso, Tione di Trento és Daone községekkel határos.

## Népesség
A település népességének változása: